# Mastro pagode

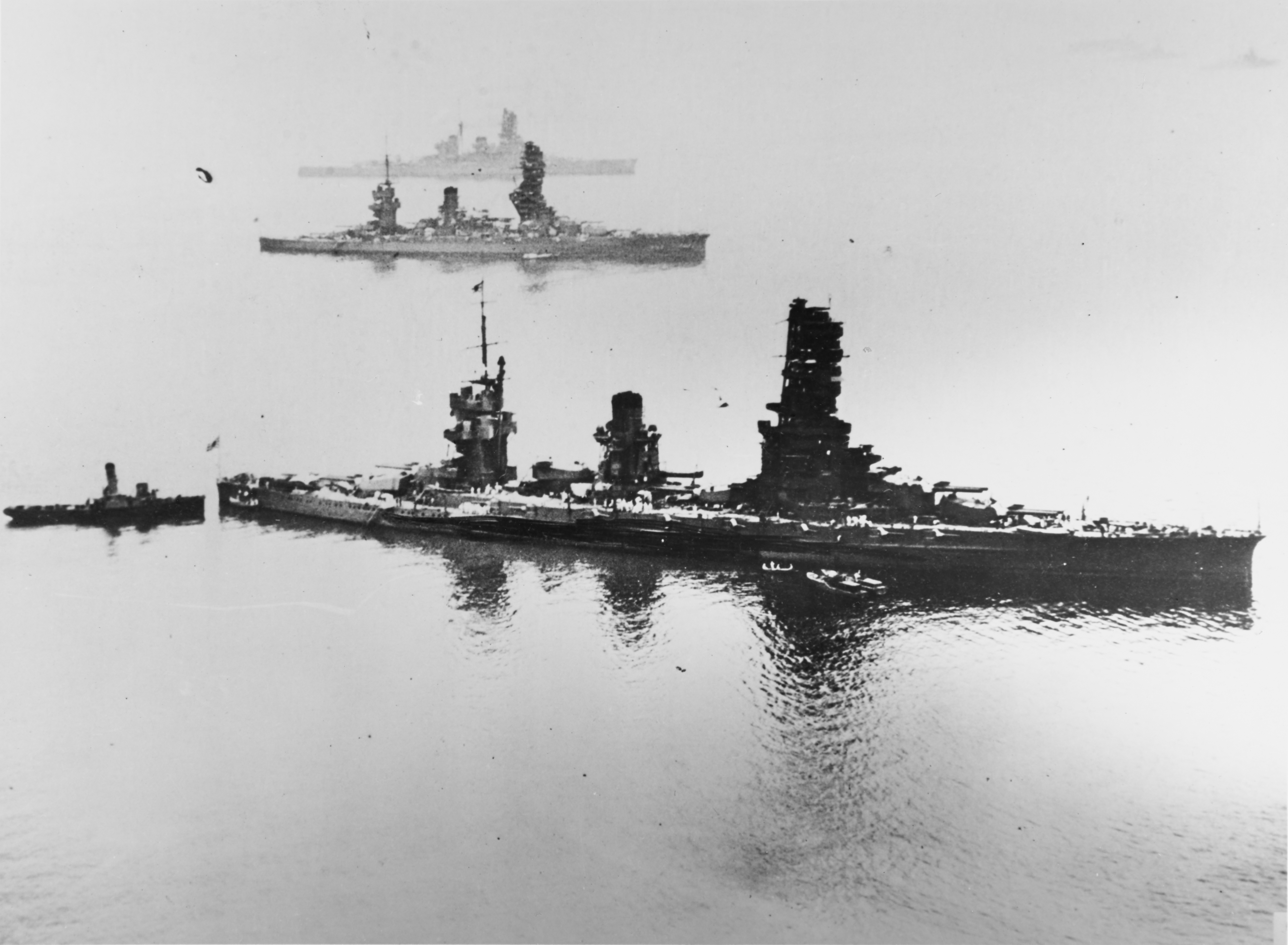
Os couraçados, e em 1938, cada um com um mastro pagode

O mastro pagode foi um tipo de superestrutura comum aos navios capitais japoneses que foram reconstruídos na década de 1930 em uma tentativa de melhorar seu desempenho, resultado das limitações impostas pelo Tratado Naval de Washington.

## Desenvolvimento
O Japão tinha assinado em 1922 o Tratado Naval de Washington junto com Estados Unidos, Reino Unido, França e Itália, limitando a construção de navios capitais por um período de dez anos. Mesmo assim, os japoneses queriam ganhar uma vantagem sobre seus possíveis adversários futuros e assim decidiram aprimorar suas embarcações já existentes.
Como a Marinha Imperial Japonesa queria que seus navios fossem bem equipados, era necessário uma superestrutura capaz de abrigar novos equipamentos. Dessa forma, os engenheiros japoneses pegaram os mastros em tripé originais das embarcações e foram adicionando novas plataformas uma em cima da outra para abrigar pontos de vigia, holofotes, radares e outros instrumentos, criando uma estrutura alta que se assemelhava a um templo pagode, o que deu origem a seu nome.
Esse tipo de superestrutura foi muito caçoado por marinheiros e arquitetos navais ocidentais, que lhe rendeu o apelido jocoso de "árvores de natal". Esses mastros também eram muito altos, com aquele instalado no Fusō tendo quarenta metros de altura. Entretanto, apesar de aparentarem serem extremamente pesados, os mastros pagode eram muito leves, especialmente por não serem blindados, com nenhum dos navios em que foram instalados apresentando problemas de instabilidade.